# San Lorenzo en Panisperna (título cardenalicio)
San Lorenzo en Panisperna es un título cardenalicio de la Iglesia Católica. Fue instituido por el papa León X en 1517 tras aumentar el número de cardenales en el consistorio del 1 de julio.

## Titulares
- Domenico Giacobazzi (o Giacobacci, o Jacobatii) (6 de julio de 1517 - 10 de julio de 1517); in commendam (10 de julio de 1517 - 1528)
- Vacante (1528 - 1561)
- Stanislaw Hosius (o Hoe, o Hosz) (8 de agosto de 1561 - 31 de agosto de 1562)
- Vacante (1562 - 1565)
- Guglielmo Sirleto diaconía pro illa vice (15 de mayo de 1565 - 26 de octubre de 1565) título presbiteral (26 de octubre de 1565 - 6 de octubre de 1585)
- Domenico Pinelli (15 de enero de 1586 - 14 de enero de 1591)
- Agostino Cusani (14 de enero de 1591 - 30 de agosto de 1595)
- Lorenzo Bianchetti (21 de junio de 1596 - 12 de marzo de 1612)
- Decio Carafa (7 de mayo de 1612 - 18 de junio de 1612)
- Felice Centini, O.F.M.Conv. (12 de agosto de 1613 - 3 de marzo de 1621)
- Eitel Friedrich von Zollern-Sigmaringen (15 de diciembre de 1621 - 19 de septiembre de 1625)
- Vacante (1625 - 1627)
- Fabrizio Verospi (20 de octubre de 1627 - 5 de septiembre de 1633)
- Stefano Durazzo (9 de enero de 1634 - 11 de octubre de 1666)
- Vacante (1666 - 1670)
- Emmanuel Théodose de La Tour d'Auvergne de Bouillon (19 de mayo de 1670 - 19 de octubre de 1676)
- Vacante (1676 - 1686)
- Orazio Mattei (30 de septiembre de 1686 - 18 de enero de 1688)
- Vacante (1688 - 1690)
- Giambattista Rubini (10 de abril de 1690 - 25 de junio de 1706)
- Tommaso Ruffo (25 de junio de 1706 - 28 de enero de 1709)
- Vacante (1709 - 1714)
- Giulio Piazza (16 de abril de 1714 - 23 de abril de 1726 deceduto)
- Lorenzo Cozza, O.F.M. (16 de diciembre de 1726 - 20 de enero de 1727)
- Vacante (1727 - 1728)
- Pier Luigi Carafa (15 de noviembre de 1728 - 16 de diciembre de 1737)
- Vincenzo Bichi (16 de diciembre de 1737 - 29 de agosto de 1740)
- Vacante (1740 - 1744)
- Giorgio Doria (16 de marzo de 1744 - 15 de diciembre de 1745)
- Juan Teodoro de Baviera (27 de abril de 1746 - 12 de febrero de 1759)
- Lorenzo Ganganelli, O.F.M.Conv. (19 de  noviembre de 1759 - 29 de marzo de 1762) Fue elegido papa Clemente XIV.
- Vacante (1762 - 1769)
- Buenaventura Córdoba Espinosa de la Cerda (26 de junio de 1769 - 6 de mayo de 1777)
- Vacante (1777 - 1794)
- Giovanni Battista Bussi de Pretis (12 de septiembre de 1794 - 27 de junio de 1800)
- Vacante (1800 - 1801)
- Valentino Mastrozzi (20 de julio de 1801 - 13 de mayo de 1809)
- Vacante (1809 - 1817)
- Pietro Gravina (15 de noviembre de 1817 - 6 de diciembre de 1830)
- Luigi Del Drago (17 de  diciembre de 1832 - 28 de abril de 1845)
- Lorenzo Simonetti (19 de enero de 1846 - 9 de enero de 1855)
- Johannes von Geissel (19 de marzo de 1857 - 8 de septiembre de 1864)
- Luigi Maria Bilio, B. (25 de junio de 1866 - 22 de diciembre de 1873)
- Ruggero Luigi Emidio Antici Mattei (28 de enero de 1876 - 21 de abril de 1883)
- Vacante (1883 - 1890)
- Sebastiano Galeati (26 de junio de 1890 - 25 de enero de 1901)
- Giulio Boschi (18 de abril de 1901 - 3 de julio de 1919)
- Vacante (1919 - 1925)
- Eustaquio Ilundáin y Esteban (17 de diciembre de 1925 - 10 de agosto de 1937)
- Ermenegildo Pellegrinetti (16 de diciembre de 1937 - 29 de marzo de 1943)
- Antonio Caggiano (22 de febrero de 1946 - 23 de octubre de 1979)
- Michael Michai Kitbunchu, (2 de febrero de 1983 - )